# Helen Wodehouse
Helen Marion Wodehouse, född 12 oktober 1880, död 20 oktober 1964, var en brittisk filosof, verksam inom ämnena filosofi, religion och pedagogik.
Wodehouse undervisade i filosofi vid Universitetet i Birmingham mellan 1903 och 1911. Hon var den första kvinnan att inneha en professur vid Universitetet i Bristol. Hon tillträdde posten som professor vid Bristols lärarhögskola 1919 och 1925 ledde hon, under visst motstånd, sammanslagningen av dess kvinnliga och manliga avdelningar. Hon introducerade också kontinuerlig examination istället för slutprov för lärarexamen - ett system som bibehållits sedan dess. Wodehouses institution var länge an av de ledande i landet, både vad gäller lärarutbildning och forskning. 1931 återvände Wodehouse till Cambridge, där hon studerat. Hon blev då rektor vid Girton College och var verksam där till pensioneringen 1942.